# Kath Soucie
Kathleen Elaine „Kath” Soucie (n. 20 februarie 1967, New York City, New York, SUA) este o actriță americană, specializată în interpretarea vocilor în filme animate.